# ملا محمد رسول
محمد رسول هو سياسي أفغاني، ولد في 1965 في ولاية قندهار في أفغانستان.